# Harry C. Woodyard
Harry Chapman Woodyard, född 13 november 1867 i Spencer i West Virginia, död 21 juni 1929 i Spencer i West Virginia, var en amerikansk republikansk politiker. Han var ledamot av USA:s representanthus 1903–1911, 1916–1923 och 1925–1927.
Woodyard var verksam inom specerihandeln och timmerbranschen. Han tillträdde 1903 som kongressledamot och efterträddes 1911 av John M. Hamilton. Kongressledamot Hunter H. Moss avled 1916 i ämbetet och efterträddes av Woodyard. I kongressvalet 1922 besegrades Woodyard av George William Johnson men han gjorde comeback två år senare och efterträddes sedan 1927 av James A. Hughes.
Woodyard avled 1929 och gravsattes på Spencer Memorial Cemetery i Spencer.